# Fusciphantes
Fusciphantes là một chi nhện trong họ Linyphiidae.